# Briganti Napoli 2019
Questa voce raccoglie le informazioni riguardanti i Briganti Napoli nelle competizioni ufficiali della stagione 2019.

## Campionato Italiano Football a 9 FIDAF 2019

### Stagione regolare
| 16 febbraio 2019 | Steelers Terni | - – - | Briganti Napoli |  |

| Napoli 2 marzo 2019, ore 14:45 | Briganti Napoli | 31 – 6 (8-0 7-6 2-0 14-0) referto | 82'ers Napoli | Briganti Field (300 spett.) |

| Napoli 10 marzo 2019, ore 14:30 | Briganti Napoli | 24 – 21 (d.t.s.) (7-0 7-7 7-0 0-14 3-0) referto | Nuovi Grifoni Perugia | Briganti Field (150 spett.)\| Arbitro: \| G. Genise \| |
| Arbitro:                        | G. Genise       |                                                 |                       |                                                        |

| Napoli 31 marzo 2019, ore 14:10 | 82'ers Napoli | 0 – 38 (0-16 0-8 0-6 0-8) referto | Briganti Napoli | C.S. Green Sport (100 spett.)\| Arbitro: \| G. Genise \| |
| Arbitro:                        | G. Genise     |                                   |                 |                                                          |

| Napoli 28 aprile 2019, ore 14:40 | Briganti Napoli | 30 – 22 (14-0 8-0 0-8 8-14) referto | Eagles Salerno | Briganti Field (200 spett.)\| Arbitro: \| U. di Bari \| |
| Arbitro:                         | U. di Bari      |                                     |                |                                                         |

| Napoli 5 maggio 2019, ore 14:00 | Briganti Napoli | - – - | Steelers Terni | Briganti Field |

| Perugia 5 maggio 2019, ore 16:00 | Nuovi Grifoni Perugia | 7 – 24 (0-3 0-2 0-12 7-7) referto | Briganti Napoli | S.C. S.Sisto (50 spett.)\| Arbitro: \| L. Ferracuti \| |
| Arbitro:                         | L. Ferracuti          |                                   |                 |                                                        |

| Salerno 19 maggio 2019, ore 14:30 | Eagles Salerno | 0 – 25 (0-12 0-7 0-0 0-6) referto | Briganti Napoli | Centro sportivo Vincenzo Volpe (100 spett.)\| Arbitro: \| G. Genise \| |
| Arbitro:                          | G. Genise      |                                   |                 |                                                                        |

### Playoff
| Napoli 9 giugno 2019, ore 15:40 | Briganti Napoli | 20 – 14 (6-7 14-7 0-0 0-0) referto | Nuovi Grifoni Perugia | Briganti Field (200 spett.)\| Arbitro: \| G. Curatolo \| |
| Arbitro:                        | G. Curatolo     |                                    |                       |                                                          |

| Napoli 16 giugno 2019, ore 15:30 | Briganti Napoli | 16 – 0 (10-0 6-0 0-0 0-0) referto | Pirates Savona | Briganti Field |

| Barletta 22 giugno 2019, ore 20:30 | Mad Bulls Barletta | 3 – 17 (3-7 0-7 0-3 0-0) referto | Briganti Napoli | C.S. Manzi-Chiapulin (200 spett.) |

| Arbitri: | d'Amato Camossa Moglia Ferrarini Gentile Bernardi Pizzorno |

|                                                                                               |           |                                  |
| D. Giuliani Osa 10':24" Q1 (saf) S. Rosace 8':01" Q3 (FG) 26yd S. Rosace 10':57" Q4 (FG) 38yd | Marcatori | R. Tafuto 1':58" Q4 (TD) 2yd run |

## Statistiche di squadra
| Competizione | %Vittorie | In casa | In casa | In casa | In casa | In casa | In casa | In trasferta | In trasferta | In trasferta | In trasferta | In trasferta | In trasferta | Totale | Totale | Totale | Totale | Totale | Totale |
| Competizione | %Vittorie | G       | V       | N       | P       | Pf      | Ps      | G            | V            | N            | P            | Pf           | Ps           | G      | V      | N      | P      | Pf     | Ps     |
| ------------ | --------- | ------- | ------- | ------- | ------- | ------- | ------- | ------------ | ------------ | ------------ | ------------ | ------------ | ------------ | ------ | ------ | ------ | ------ | ------ | ------ |
| Campionato   | 1.000     | 3       | 3       | 0       | 0       | 85      | 49      | 3            | 3            | 0            | 0            | 87           | 7            | 6      | 6      | 0      | 0      | 172    | 56     |
| Playoff      | .750      | 3       | 2       | 0       | 1       | 42      | 22      | 1            | 1            | 0            | 0            | 17           | 3            | 4      | 3      | 0      | 1      | 59     | 25     |
| Totale       | .900      | 6       | 5       | 0       | 1       | 127     | 71      | 4            | 4            | 0            | 0            | 104          | 10           | 10     | 9      | 0      | 1      | 231    | 81     |

## Statistiche personali

### Marcatori
| Giocatore          | Ruolo | TD rush | TD recv | TD int | TD p.ret | TD k.ret | TD oth | Xp1 | Xp2 | FG  | Saf | Totale |
| ------------------ | ----- | ------- | ------- | ------ | -------- | -------- | ------ | --- | --- | --- | --- | ------ |
| R. Tafuto          |       | 9+2     | 0+0     | 0+0    | 0+0      | 0+0      | 0+0    | 0+0 | 3+1 | 0+0 | 0+0 | 74     |
| A. Ausiello        |       | 5+3     | 0+0     | 0+0    | 0+0      | 0+0      | 0+0    | 0+0 | 3+0 | 0+0 | 0+0 | 54     |
| G. Conti           |       | 1+0     | 2+1     | 0+0    | 0+0      | 0+0      | 0+0    | 0+0 | 0+0 | 0+0 | 0+0 | 24     |
| A. de Martino      |       | 0+0     | 2+1     | 1+0    | 0+0      | 0+0      | 0+0    | 0+0 | 0+0 | 0+0 | 0+0 | 24     |
| S. Carty Rodriguez |       | 0+0     | 0+0     | 0+0    | 0+0      | 0+0      | 0+0    | 4+3 | 0+0 | 2+2 | 0+0 | 19     |
| S. Ciotola         |       | 0+0     | 0+1     | 0+0    | 0+0      | 0+0      | 0+0    | 1+0 | 0+0 | 0+0 | 0+0 | 7      |
| P. Vettorel        |       | 0       | 0       | 0      | 1        | 0        | 0      | 1   | 0   | 0   | 0   | 7      |
| A. Manda           |       | 1       | 0       | 0      | 0        | 0        | 0      | 0   | 0   | 0   | 0   | 6      |
| P. Morelli         |       | 0       | 1       | 0      | 0        | 0        | 0      | 0   | 0   | 0   | 0   | 6      |
| R. Clemente        |       | 0       | 0       | 0      | 0        | 0        | 0      | 0   | 1   | 0   | 0   | 2      |
| S. de Simone       |       | 0       | 0       | 0      | 0        | 0        | 0      | 0   | 1   | 0   | 0   | 2      |
| G. Lucarelli       |       | 0       | 0       | 0      | 0        | 0        | 0      | 0   | 1   | 0   | 0   | 2      |
| F. Visone          |       | 0       | 0       | 0      | 0        | 0        | 0      | 0   | 0   | 0   | 1   | 2      |
| Team               |       | 0       | 0       | 0      | 0        | 0        | 0      | 0   | 0   | 0   | 1   | 2      |

### Passer rating
| Giocatore   | G   | Att   | Comp  | Int | Yds     | TD  | NFL   | NCAA   |
| ----------- | --- | ----- | ----- | --- | ------- | --- | ----- | ------ |
| A. Ausiello | 6+4 | 72+51 | 45+26 | 1+3 | 769+401 | 4+2 | 92,53 | 147,22 |
| A. Manda    | 3   | 6     | 2     | 0   | 11      | 1   | 81,94 | 103,73 |